# Lessingianthus westermanii
Lessingianthus westermanii là một loài thực vật có hoa trong họ Cúc. Loài này được (Ekman & Dusén ex Malme) H.Rob. mô tả khoa học đầu tiên năm 1988.